# بن وقاص
بن وقاص أو بناء عُكَاظ (بالإسبانية: Benaocaz)‏، هي إحدى بلديات مقاطعة قادس, التي تقع في منطقة الأندلس جنوب إسبانيا.
يبلغ عدد سكانها 668 نسمة وفقاً لإحصائية سنة (2002).

## معرض صور

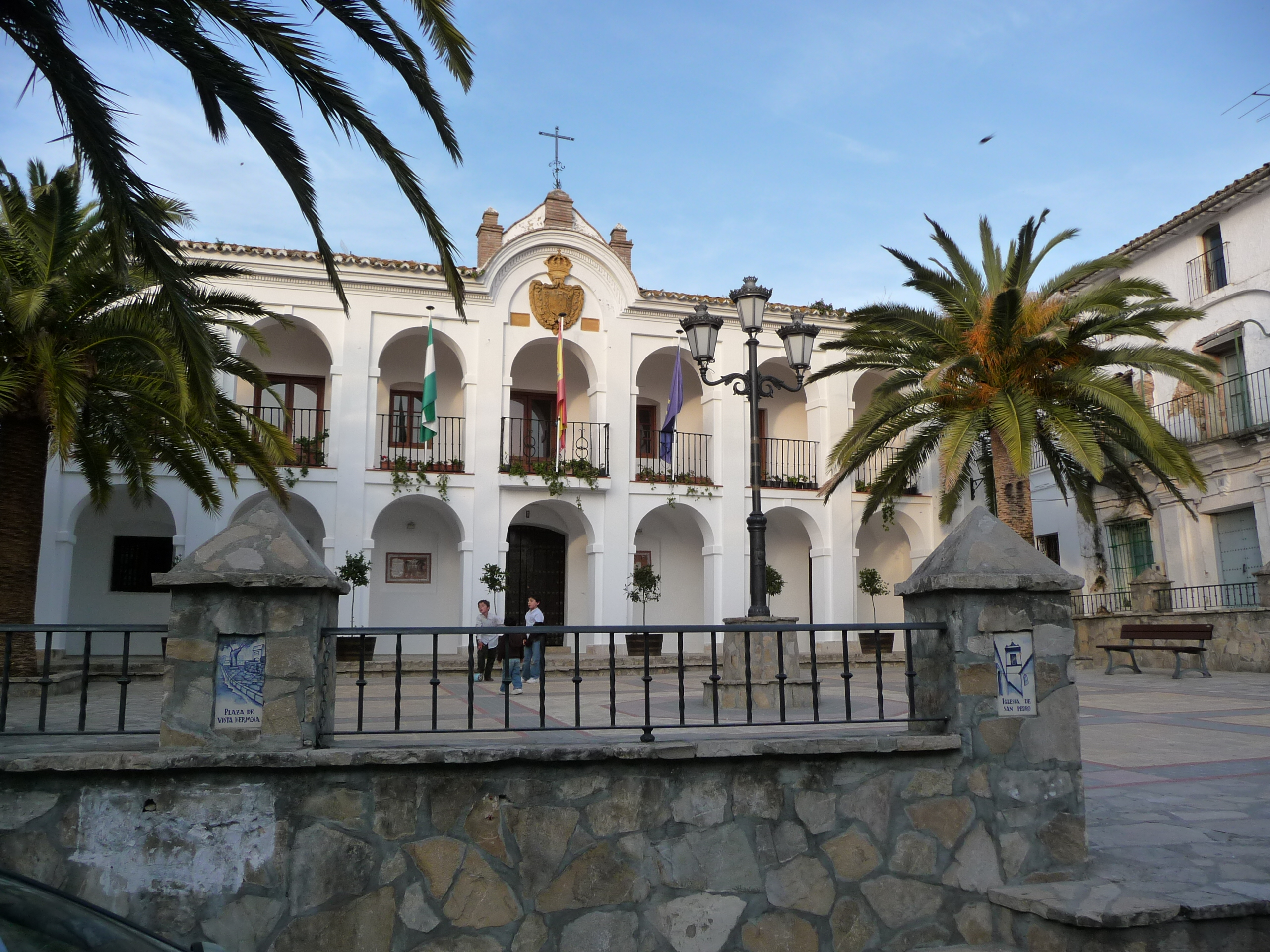
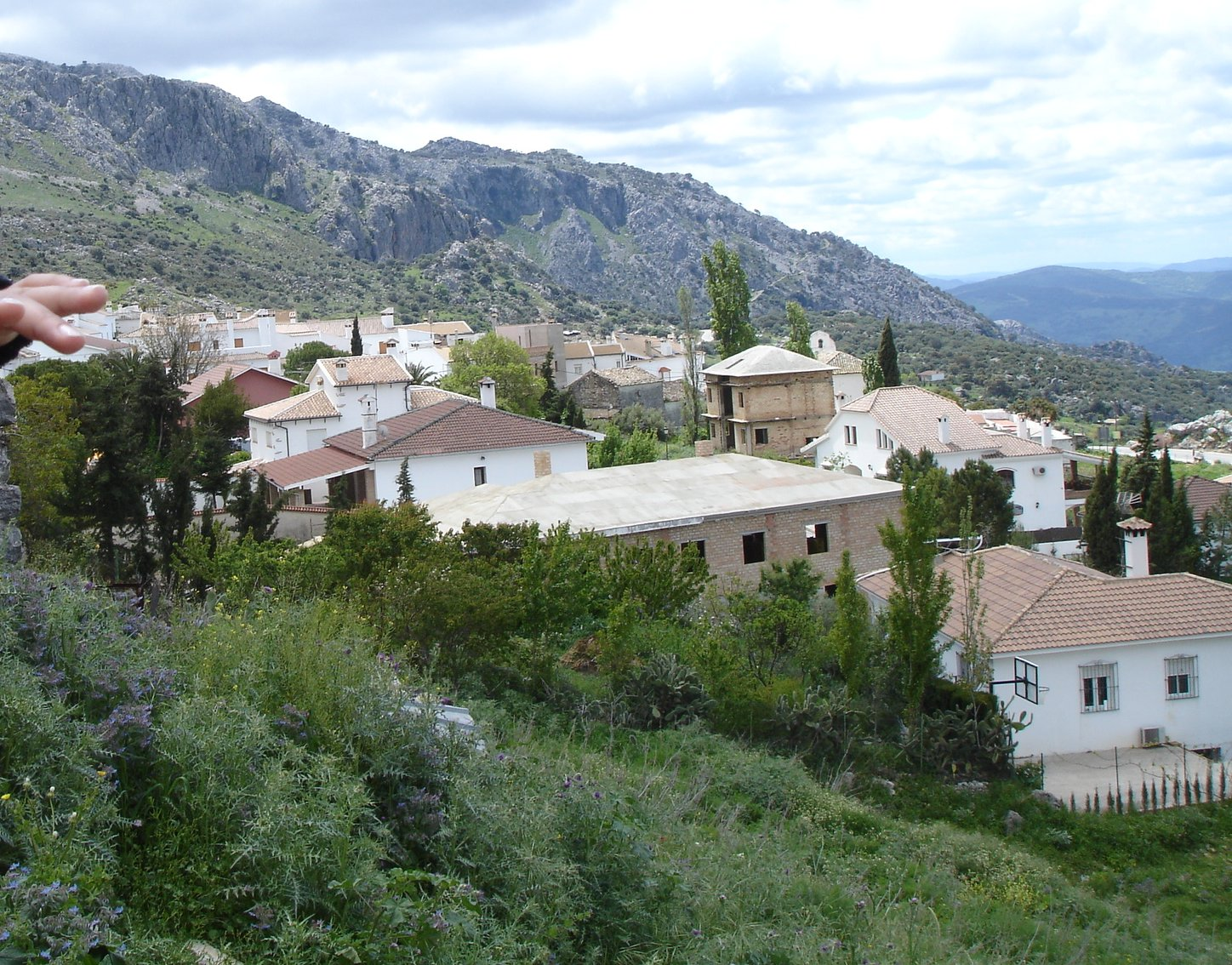
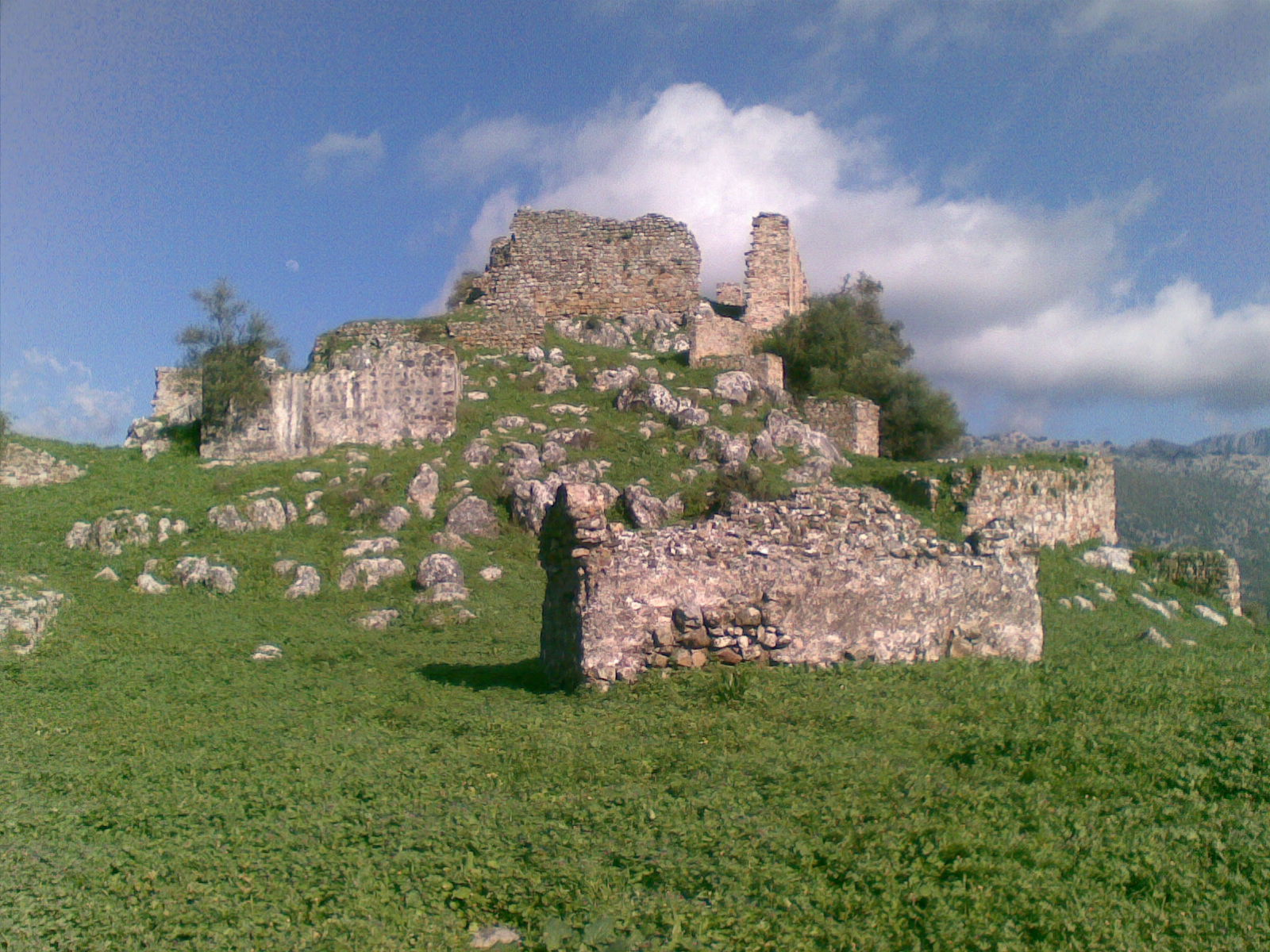